# Jaime Castillo Velasco
Jaime Castillo Velasco (Santiago, 14 de marzo de 1914-ibídem, 29 de octubre de 2003) fue un abogado, filósofo, académico y político democratacristiano chileno, ministro de Estado durante el gobierno del presidente Eduardo Frei Montalva.

## Primeros años de vida
Castillo Velasco pertenecía a una familia dedicada a los temas públicos. Su padre, Eduardo Castillo Urízar, fue conservador de Bienes Raíces de Santiago, y de Elena Velasco. Su hermano fue Fernando, arquitecto, ha sido alcalde de La Reina por largo tiempo y ex Rector de la Pontifica Universidad Católica de Chile; su hermano Eduardo fue por años alcalde de Ñuñoa.
Siguió estudios en el Liceo Alemán de Santiago. Una vez que se decidió por la carrera de derecho, ingresó a la Universidad de Chile, de la cual egresó en 1935, siendo autor de una memoria titulada Sueños, sonambulismo y hermetismo en relación con la responsabilidad penal. Obtuvo su título de abogado en 1939. Con posterioridad realizó estudios de filosofía en la Universidad de Chile y en la Universidad de la Sorbona de París, Francia.
En una época de evolución de las ideas políticas, Castillo Velasco formó parte de quienes desde corrientes conservadoras derivaron hacia la Democracia Cristiana.
Casado con Mercedes Zavala Parga, no tuvo descendencia.

## Vida pública
En ese contexto, bajo el Gobierno de Frei Montalva, fue llamado a desempeñar los cargos de ministro de Tierras y Colonización, y de Justicia (entre 1965 y 1969).
En el ejercicio de su profesión, fue miembro del Consejo Nacional del Colegio de Abogados. Debido a sus inclinaciones políticas, fue exiliado a Caracas, Venezuela durante la dictadura militar; pero eso no le impidió fundar la Comisión Chilena de Derechos Humanos (en 1978), institución que se encargó de defender tales derechos ante el atropello sistemático de que fueron objeto por el Gobierno de entonces.
En este ámbito de cosas, le cupo defender diversas causas de derechos humanos, como el exilio de chilenos, o el caso del crimen del excanciller Orlando Letelier, entre otros. Velazco aceptó su regreso a Chile en 1978 ; pero fue nuevamente expulsado  a Venezuela en 1981, junto con los exministros de Allende Carlos Briones, Alberto Jerez y Orlando Cantuarias, y no se le concedió el derecho a regresar al país hasta 1983. Su vocación por la defensa de los derechos humanos en particular motivó al Gobierno del presidente Patricio Aylwin, tras el retorno de la democracia, a incorporarlo a la Comisión Nacional de Verdad y Reconciliación o Comisión Rettig, encargada de efectuar un informe sobre "las más graves violaciones a los derechos humanos cometidas en los últimos años".
La carrera no se agota, sin embargo, en los cargos de figuración política. Su rol, particularmente al interior de su tienda, fue el de un ideólogo, es decir, su campo de batalla era sobre todo el de las ideas.
Fue profesor de la Universidad de Chile y la Universidad Católica, en la Escuela de Ciencias Políticas; dirigió la revista Política y Espíritu; presidió el Instituto de Formación y de Estudios Políticos (IDEP), fue miembro de la Comisión Ideológica Mundial de la Democracia Cristiana y fundador y director del Secretariado Latinoamericano de Derechos Humanos.
En los últimos años de su vida le correspondió presidir el Instituto Chileno de Estudios Humanísticos (ICHEH), organismo de reflexión de corriente social-cristiana (vinculado al Partido Demócrata Cristiano), entre 2000 y 2003.
Recibió varias condecoraciones por parte de los gobiernos de Venezuela y Francia. En 1999, se le entregó la condecoración por Servicios Meritorios de la República de Chile.

## Obras
- En defensa de Maritain (Editorial del Pacífico, 1949).
- El problema comunista (Editorial del Pacífico, 1955).
- Las fuentes de la Democracia Cristiana (Editorial del Pacífico, 1968).
- Los caminos de la revolución (Editorial del Pacífico, 1972).
- Teoría y práctica de la Democracia Cristiana (Editorial del Pacífico, 1973).
- Democracia y Derechos Humanos (Icheh,  1986).
- El humanismo integral de Jaques Maritain (Icheh, 1987).
- Violencia y Derechos Humanos (Icheh, 1993).
- ¿Hubo en Chile violaciones a los Derechos Humanos? Comentarios a las memorias del General Pinochet (Icheh, 1995).
- La teoría de la abstracción en el empirismo inglés (Rumbos, 1999).

## Historia electoral

### Elecciones complementarias de 1967
- Elecciones complementarias de 1967, para llenar cupo vacante por la 5ª Agrupación Senatorial, O'Higgins y Colchagua

| Candidato                         | Partido | Votos  | %     | Resultado |
| --------------------------------- | ------- | ------ | ----- | --------- |
| María Elena Carrera Villavicencio | PS      | 52 704 | 44,41 | Senadora  |
| Jaime Castillo Velasco            | PDC     | 39 441 | 33,23 |           |
| Víctor García Garzena             | PN      | 26 542 | 22,36 |           |